# 242 f.Kr.

## Händelser

### Efter plats

#### Romerska republiken
- Den romerske konsuln och befälhavaren Gaius Lutatius Catulus blockerar de sicilianska städerna Lilybaeum och Drepanum med en flotta på 200 fartyg.

#### Egypten
- När makedonierna krossar den egyptiska flottan gör detta slut på ptolemaiernas överlägsenhet till sjöss, men tvingar dem inte att avstå från sina territorier i Syrien och Egeiska havet.

## Födda
- Antiochos III den store, yngre son till Seleukos II, den sjätte härskaren av Seleukiderriket (död 187 f.Kr.)